# Lange Jojo
Lange Jojo (Frans: Le Grand Jojo), pseudoniem van Jules Jean Vanobbergen, (Elsene, 6 juli 1936 – Groot-Bijgaarden, 30 november 2021) was een Belgisch zanger.

## Biografie
Zijn kinder- en jeugdjaren bracht Vanobbergen door in Sint-Jans-Molenbeek. Op zijn zestiende ging hij naar de academie omdat hij striptekenaar wilde worden. Tijdens zijn schooltijd kreeg hij zijn bijnaam, Grand Jojo in het Frans, Lange Jojo in het Nederlands.
Vanobbergen begon als etalage-inrichter bij een grote platenhandel. Hij groeide er al snel door tot jazzspecialist in de verkoopafdeling en zo kwam hij in de muziekwereld terecht. Als artiest bij de platenfirma Vogue Belgique zocht hij zijn heil in het populaire segment van de amusementsmuziek.
Zijn bekendste liedjes zijn Jules César en Chef, un petit verre, on a soif, twee vertalingen uit het Duits die in Nederland ook wel bekend zijn in de uitvoering van Arie Ribbens (Polonaise Hollandaise en Brabantse nachten zijn lang).
Ook eerde hij als supporter de voetbalploeg RSC Anderlecht met Anderlecht Champion (Allez allez allez, We are the champions) in 1985. Traditioneel wordt zijn lied bij aanvang van elke wedstrijd in het Anderlecht stadion afgespeeld. Een jaar later maakte hij een aangepaste versie voor de nationale Rode Duivels, waarvan hij een fervent aanhanger was, met E Viva Mexico (Olé Olé olé, We are the champions), in het kader van de Wereldbeker. De eerste keer zong hij zowel een versie in het Brussels als in het Frans, het jaar later zong hij de Franse versie en Walter Capiau de Vlaamse. Componist was Roland Verlooven. Nadien verschenen er nog vele covers in andere landen en talen (Spanje, Duitsland, Japan, Brazilië, enz.) als "Olé, Olé, Olé (The Name of the Game)" of een variant erop, en is het thema "Olé Olé olé, We are the champions" wereldbekend geworden in voetbalmiddens.
Lange Jojo was een tweetalige hoofdstedeling, die overwegend in het Frans zong, maar soms ook in het Brussels dialect. Dat maakte van hem een vertegenwoordiger van de belgitude, die een pan-Belgische identiteit (of: ziel) veronderstelt. In 2007 schreef hij dan ook de ode Vive La Belgique, die hem de titel "Brusselaar van het Jaar" opleverde. En op het "Bal National", het grote volksfeest op het Vossenplein in de Brusselse Marollenwijk tijdens de Belgische nationale feestdag op 21 juli, was Lange Jojo tot 2019 vaak van de partij. 
Eind juni 2021 kondigde Vanobbergen zijn pensioen aan. Hij overleed na een lang ziekbed op 30 november 2021 op 85-jarige leeftijd. Op 8 december vond de uitvaarplechtigheid plaats in de basiliek van Koekelberg, waarna Vanobbergen begraven werd op het kerkhof van zijn woonplaats Groot-Bijgaarden.

## Eerbetoon
- 1998 - Ridder in de Leopoldsorde
- 2007 - Brusselaar van het jaar 2007
- 2015 - Ereburger Stad Brussel[9]
- 2016 - Ere-Marollien (ereburgerschap van de Marollen)[10]

## Discografie

### Albums
| Album met hitnotering(en) in de Vlaamse Ultratop 200 albums | Datum van verschijnen | Datum van binnenkomst | Hoogste positie | Aantal weken | Opmerkingen        |
| ----------------------------------------------------------- | --------------------- | --------------------- | --------------- | ------------ | ------------------ |
| Grand best of                                               | 2012                  | 17-11-2012            | 133             | 6            |                    |
| De beste                                                    | 2013                  | 30-03-2013            | 66              | 21           |                    |
| Back to back                                                | 2015                  | 21-02-2015            | 12              | 10*          | met André van Duin |

- Bibliothèque nationale de France: cb140274587 (data)
- International Standard Name Identifier: 0000 0000 0137 1306
- Library of Congress Control Number: n2018061905
- MusicBrainz: 2dd3f3ff-9f00-4de9-9687-d25421216c2b
- Système universitaire de documentation: 194002055
- Virtual International Authority File: 71592134
- WorldCat: E39PBJv4gtQJkYyQYbJGy6fQbd